# Kratkocevno orožje
Kratkocevno orožje je vrsta ročnega strelnega orožja, ki izkorišča energijo smodnika za izstrelitev krogle.
V Zakonu o orožju je v tretji točki 4. člena opredeljeno kot:
Kratkocevno strelno orožje je orožje, pri katerem cev ni daljša od 30 centimetrov, ali katerega skupna dolžina ne presega 60 centimetrov.

## Vrste kratkocevnega orožja
- Pištola
- Revolver
- Izjemoma tudi brzostrelka